# صن شاين ستارز
صن شاين ستارز (Sunshine Stars)، هو نادي كرة قدم نيجيري، تأسس النادي في عام 1995 من قبل حاكم ولاية أوندو، وتأهل لدوري الدرجة الأولى لأول مرة في تاريخه عام 2001، يقع مقره في مدينة أكوري، ويلعب على ملعب أكوري تاونشيب الذي يتسع ل15000 متفرج، يلقب الفريق بلقبين، الأول أجوجو بويز والثاني ميميكو بويز.